# 파라다이소 걸스
파라다이소 걸스(Paradiso Girls)는 로빈 앤틴이 만든 걸그룹이며 영국판 푸시캣돌스로 만들려고 했다. 데뷔 싱글 "Patron Tequila"가 2009년 5월 12일에 발매된 후, 빌보드 핫 댄스 플레이 3위를 달성했다. 데뷔 앨범 발매 취소 후, 2010년 해체했다.